# Dubiaranea pulchra
Dubiaranea pulchra là một loài nhện trong họ Linyphiidae. Loài này được phát hiện ở Venezuela.